# Сражение при Журже (1770)
Сражение при Журже — одно из сражений русско-турецкой войны 1768—1774 годов, произошедшее 4 (15) февраля 1770 года во время кампании в Валахии.
Потерпев неудачу при Браилове генерал-поручик Х. Ф. Штофельн попытался захватить другой опорный пункт турок на левом берегу Дуная — Журжу. Опрокинув 3 февраля турецкий авангард (10 000 человек) у деревни Кушары, на следующий день, 4 февраля, в 7 часов утра отряд Штофельна двинулся к Журже тремя колоннами. Воспользовавшись утренним туманом, турки, хорошо знавшие местность, попытались атаковать колонны Г. А. Потёмкина и А. Г. Замятина на марше, но были отбиты.
После того как туман рассеялся, отряд подошёл к Журже с северной стороны и снова был несколько раз атакован турецкой конницей. Отбив атаки конницы, русские колонны подошли к передовому ретраншементу, оставленному пехотой противника, заняли его и двинулись к городу, но были обстреляны артиллерийским огнём из другого ретраншемента, имевшего глубокий ров и высокий вал.
Силами двух колонн (Замятина и князя Ю. Н. Трубецкого) ретраншемент был взят. Солдатам, атаковавшим бастион левее ворот, приходилось взбираться на высокий вал по воткнутым в него штыкам. 
Выбитые из второго ретраншемента турки засели на городских улицах, которые были перекопаны рвами с насыпями. Турецкая артиллерия, стоявшая за баррикадами, а также пехотинцы из домов открыли огонь по атакующим. Вскоре солдаты противника были выбиты из города и бежали в направлении замка, расположенного на острове на Дунае, пытаясь переплыть реку. Во время паники многие утонули.
Колонна Замятина получила приказ атаковать замок, который предварительно предполагалось подвергнуть артиллерийскому обстрелу, но из-за отсутствия средств для переправы через рукав реки от этого пришлось отказаться. Также неудачей закончилась попытка команды охотников 5 февраля, в 10 часов вечера, пробраться к замку и попытаться опустить подъёмный мост. Турки обнаружили вылазку и отогнали охотников ружейным огнём.
Испытывая недостаток в фураже, Штофельн 7 февраля отвёл свой отряд в сторону Бухареста, предварительно предав огню Журжу и 143 окрестные деревни, жители которых были выселены в Валахию.